# Walter Piston
Walter Piston   (comtat de Knox, 20 de gener de 1894 - Belmont, 12 de novembre de 1976) Walter Hamor Piston, Jr. va ser un compositor estatunidenc, teòric musical i professor de música a la Universitat Harvard. Com a teòric, el seu llibre Harmony (1941, múltiples reedicions i traduccions) es considera el referent bàsic sobre harmonia musical. En ell va proposar la noció del període de pràctica comuna per referir-se als 250 anys en què el sistema tonal va ser considerat com l'única base per a la composició.

## Biografia
Piston va néixer a Rockland, Maine, al número 15 del Ocean Street. Fou fill de Walter Hamor Piston, un contable, i de Leona Stover. Fou el segon de quatre fills. Encara que la seva família era principalment d'origen anglès, el seu avi patern fou un mariner anomenat Antonio Pistone que va canviar-se el nom a Anthony Piston quan va emigrar a Maine des de Gènova, Itàlia. El 1905, el pare del compositor, Walter Piston Sr, emigrà amb la seva família a Boston, Massachusetts.
Walter Jr es formà com a enginyer a l'Institut d'Arts Mecàniques a Boston, però tenia inclinacions artístiques. Després graduar-se l'any 1912, es va matricular a l'Escola Normal d'Art de Massachusetts, on va completar un programa de quatre anys de Belles Arts el 1916.
Durant la dècada de 1910, Piston es va guanyar la vida tocant el piano i el violí en orquestres de ball i més tard tocant el violí en orquestres dirigides per Georges Longy. Durant la Primera Guerra Mundial, es va unir a la Marina dels Estats Units com a músic de banda després d'aprendre ràpidament i de forma autodidacta a tocar el saxo; més tard va declarar que, quan "es va fer evident que tothom havia d'entrar al servei, volia entrar com a músic". Mentre tocava en una banda de servei, aprengué -ell mateix- a tocar la majoria dels instruments de vent. "Estaven al meu voltant", va observar més tard, "i a ningú li importava si els recollies i esbrinaves què podien fer".
Piston va ser admès al Harvard College el 1920, on va estudiar contrapunt amb Archibald Davison, cànon i fuga amb Clifford Heilman, harmonia avançada amb Edward Ballantine, i composició i història de la música amb Edward Burlingame Hill. Sovint treballava com a assistent per a diversos professors de música, i dirigia l'orquestra estudiantil.
L'any 1920, Piston es va casar amb l'artista Kathryn Nason (1892-1976), que havia estat companya d'estudis a l'Escola Normal d'Art. El matrimoni va durar fins a la seva mort el febrer de 1976, pocs mesos abans de la seva pròpia.
En graduar-se summa cum laude a Harvard, Piston va ser guardonat amb una beca de viatge John Knowles Paine. Va decidir anar a París, on va viure entre 1924 i 1926. A l'École Nationale de Musique de París, va estudiar composició i contrapunt amb Nadia Boulanger, composició amb Paul Dukas i violí amb George Enescu. Les seves Tres peces per a flauta, clarinet i fagot de 1925 va ser la seva primera partitura publicada.
Va ensenyar a Harvard des de 1926 fins a la seva jubilació el 1960. Entre el seu alumnat s'inclou Samuel Adler, Leroy Anderson, Arthur Berger, Leonard Bernstein, Gordon Binkerd, Elliott Carter, John Davison, Irving Fine, John Harbison, Karl Kohn, Ellis B. Kohs, Gail Kubik, Billy Jim Layton, Noël Lee, Robert Middleton, Robert Moevs, Daniel Pinkham, Frederic Rzewski, Allen Sapp, Harold Shapero i Claudio Spies, així com Frank D'Accone, Ann Ronell, Robert Strassburg, Yehudi Wyner, i William P. Perry.
El 1936, el Columbia Broadcasting System va encarregar a sis compositors nord-americans (Aaron Copland, Louis Gruenberg, Howard Hanson, Roy Harris, William Grant Still i Piston) que escrivissin obres per a la seva emissió a la Ràdio CBS. Piston va escriure la seva Simfonia número 1 i va dirigir la seva estrena amb l'Orquestra Simfònica de Boston el 8 d'abril de 1938.
L'única obra de dansa de Piston, The Incredible Flutist, va ser escrita per a la Boston Pops Orchestra, que la va estrenar amb Arthur Fiedler dirigint el 30 de maig de 1938. Els ballarins eren Hans Weiner i la seva companyia. Poc després, Piston va organitzar una suite de concerts que incloïa "una selecció de les millors parts del ballet". Aquesta versió va ser estrenada per Fritz Reiner i l'Orquestra Simfònica de Pittsburgh el 22 de novembre de 1940. Leonard Slatkin i l'Orquestra Simfònica de St. Louis van incloure la suite en un enregistrament de CD RCA Victor de 1991 que també va comptar amb Three New England Sketches i Symphony 6.
Piston va estudiar el dodecafonisme d'Arnold Schönberg i va escriure obres utilitzant aspectes d'aquesta tècnica, com la Sonata per a flauta i piano (1930) i la Primera Simfonia (1937). El seu primer treball totalment dodecafònic va ser l'Estudi cromàtic sobre el nom de Bach per a orgue (1940), que no obstant això, conserva un vague record de la tonalitat. Tot i que va emprar elements del dodecafonisme esporàdicament al llarg de la seva carrera, aquests es tornen molt més omnipresents a la Vuitena Simfonia (1965) i moltes de les obres que la segueixen: les Variacions per a violoncel i orquestra (1966), el Concert per a clarinet (1967), Ricercare per a orquestra, Fantasia per a violí i orquestra (1970) i el Concert per a flauta (1971).
El 1943, el fons Alice M. Ditson de la Universitat de Colúmbia va encarregar la Simfonia número 2 de Piston, que va ser estrenada per l'Orquestra Simfònica Nacional el 5 de març de 1944 i va ser guardonada amb un premi pel Cercle de Crítics de Música de Nova York. La seva següent simfonia, la Tercera, va guanyar un Premi Pulitzer, igual que la seva Simfonia núm. 7. El seu Concert per a viola i el Quartet de corda número 5 també van rebre més tard premis del Cercle de Crítics.
Piston va ser guardonat amb la Medalla Edward MacDowell per la seva destacada contribució a les arts per la Colònia MacDowell el 1974.
Piston va escriure quatre llibres sobre els aspectes tècnics de la teoria musical que es consideren clàssics en els seus respectius camps: Principis d'Anàlisi Harmònica, Contrapunt, Orquestració i Harmonia. L'últim d'aquests va introduir per primera vegada en la literatura teòrica diversos conceptes nous importants que Piston havia desenvolupat en el seu enfocament de la teoria musical, en particular el concepte de ritme harmònic, i el de dominant secundària. Aquesta obra va passar per quatre edicions en vida de l'autor, va ser traduïda a diversos idiomes, i (amb canvis i addicions de Mark DeVoto) encara es considerà tan recentment com al 2009 com un text d'harmonia estàndard.
Va morir a casa seva a Belmont, Massachusetts, el 12 de novembre de 1976.
La seva biblioteca i escriptori s'exhibeixen permanentment a la Sala Piston, a la Biblioteca Pública de Boston.
Aquí tens la traducció amb els enllaços també traduïts:

## Obres

### Ballet
- L'increïble flautista (1938)

### Orquestral
- Simfonies
  - Simfonia núm. 1 (1937)[12]
  - Simfonia núm. 2 (1943)
  - Simfonia núm. 3 (1946–47) (encàrrec de la Fundació Koussevitzky)[21]
  - Simfonia núm. 4 (1950) (composta per al centenari de la Universitat de Minnesota)[22]
  - Simfonia núm. 5 (1954)
  - Simfonia núm. 6 (1955) (composta per al 75è aniversari de la Orquestra Simfònica de Boston)
  - Simfonia núm. 7 (1960)
  - Simfonia núm. 8 (1965)
- Peça Simfònica (1927)
- Suite per a orquestra (1929)
- Concert per a orquestra (1934)
- Suite de L'increïble flautista (1940) (La suite de L'increïble flautista va ser transcrita per a conjunt simfònic de vent pel sergent MSgt Donald Patterson i gravada pel coronel Michael Colburn amb "The President's Own" United States Marine Band.[23])
- Sinfonietta (1941)
- Fugue on a Victory Tune, per a orquestra (1944)
- Variació sobre un tema d'Eugene Goosens (1944)
- Suite núm. 2, per a orquestra (1947)
- Tocata, per a orquestra (1948)
- Serenata per a orquestra (1956)
- Three New England Sketches (1959)
- Preludi simfònic (1961)
- Lincoln Center Festival Overture (1962)
- Variacions sobre un tema d'Edward Burlingame Hill (1963)
- Pine Tree Fantasy (1965)
- Ricercare per a orquestra (1967)
- Bicentennial Fanfare, per a orquestra (1975)

### Conjunt de banda i metall
- Fanfare for the Fighting French, per a metall i percussió (1942)
- Tunbridge Fair, per a banda simfònica (1950) (Encàrrec de l'American Bandmasters Association)
- Ceremonial Fanfare, per a metall (1969) (Encàrrec del Metropolitan Museum of Art de Nova York per acompanyar l'exposició Centenari "The Year 1200")[24]

### Concertants

#### Flauta
- Concert per a flauta (1971)

#### Clarinet
- Concert per a clarinet (1967)

#### Arpa
- Capriccio per a arpa i orquestra de cordes (1963)

#### Piano
- Concertino per a piano (1937)
- Concert per a dos pianos i orquestra (1959)

#### Violí
- Concert per a violí núm. 1 (1939)
- Concert per a violí núm. 2 (1960)
- Fantasia per a violí i orquestra (1970)

#### Viola
- Concert per a viola (1957)

#### Violoncel
- Variacions per a violoncel i orquestra (1966)

#### Orgue
- Preludi i Allegro per a orgue i cordes (1943)[21]

#### Altres
- Fantasia per a cor anglès, arpa i cordes (1953)
- Concert per a quartet de corda, instruments de vent i percussió (1976)

### Cambra/Instrumental
- Quartets de corda
  - Quartet de corda núm. 1 (1933)
  - Quartet de corda núm. 2 (1935)
  - Quartet de corda núm. 3 (1947)
  - Quartet de corda núm. 4 (1951)[25][26]
  - Quartet de corda núm. 5 (1962)
- Three Pieces, per a flauta, clarinet i fagot (1925)
- Sonata per a flauta i piano (1930)
- Suite per a oboè i piano (1931)
- Trio per a piano núm. 1 (1935)
- Sonata per a violí i piano (1939)
- Sonatina per a violí i clavicèmbal (1945)[27]
- Interludi, per a viola i piano (1942)[12]
- Quartet de corda (1942)
- Partita, per a violí, viola i òrgan (1944)[21]
- Divertimento, per a nou instruments (1946)
- Duo per a viola i violoncel (1949)
- Quartet de piano (1949)
- Quintet de vent (1956)
- Quartet de piano (1964)
- Sextet de corda (1964)
- Trio per a piano núm. 2 (1966)
- Souvenirs, per a flauta, viola i arpa (1967)
- Duo, per a violoncel i piano (1972)[28]
- Three Counterpoints, per a violí, viola i violoncel (1973)

### Piano
- Sonata per a piano (1926) [inèdita, retirada]
- Passacaglia (1943)
- Improvisació (1945)
- Variació sobre Happy Birthday (1970)

### Orgue
- Estudi cromàtic sobre el nom de BACH (1940)[12]

### Coral
- Carnival Song, per a cor masculí i metall (1938)
- Marxa (1940)
- Psalm and Prayer of David, per a cor mixt i set instruments (1959)
- "O sing unto the Lord a new song" (Psalm 96)
- "Bow down thine ear, O Lord" (Psalm 86)

### Llibres
- Principles of Harmonic Analysis. Boston: E. C. Schirmer, 1933.
- Harmony. Nova York: W. W. Norton & Company, Inc., 1941. Edició reimpresa (com U.S. War Dept. Education Manual EM 601), Madison, Wisconsin: Publicat per l'US Armed Forces Institute per W. Norton, 1944. Edició revisada, Nova York: W. W. Norton, 1948. Tercera edició, 1962. Quarta edició, revisada i ampliada per Mark DeVoto, 1978. ISBN 0-393-09034-5. Cinquena edició, revisada i ampliada per Mark DeVoto ISBN 0-393-95480-3. Edicions britàniques, Londres: Victor Gollancz, 1949, ed. revisada 1950 (reimpressa 1973), 1959, 3a ed. 1970, 4a ed. 1982. Traducció espanyola, com Armonía, revisada i ampliada per Mark DeVoto. Barcelona: Idea Books, 2001. ISBN 84-8236-224-0 Versió xinesa de la 2a edició, com He sheng xue, traducció i anotacions de Chenbao Feng i Dunxing Shen. 北京 : 人民音乐出版社 : 新华书店北京发行所发行 [Beijing: Ren min yin yue chu ban she : Xin hua shu dian Beijing fa xing suo fa xing], 1956. Revisada, 北京 : 人民音乐出版社 [Beijing: Ren min yin yue chu ban she], 1978.